# Cípal sladkovodní
Cípal sladkovodní (Dajaus monticola) je druh ryby z čeledi cípalovitých. Jde o jediný druh rodu Dajaus.

## Vědecká synonyma
- Mugil monticola Bancroft, 1834
- Agonostomus monticola (Bancroft, 1834)
- Joturus daguae Eigenmann, 1918
- Neomugil digueti Vaillant, 1894
- Agonostomus hancocki Seale, 1932
- Agonostomus macracanthus Regan, 1907
- Agonostomus microps Günther, 1861
- Agonostoma microps Günther, 1861
- Agonostomus monitcola (Bancroft, 1834)
- Agonostoma nasutum Günther, 1861

## Popis
Pohlavní dospělost u tohoto druhu nastává při délce 16,6 cm, maximálně dorůstá délky 36 cm. Má 5 hřbetních trnů a 8 hřbetních měkkých paprsků. Na řitní ploutvi jsou přítomny 2 trny a 9 měkkých paprsků.

## Výskyt
Vyskytuje se na západním i východním pobřeží střední Ameriky. V západním Atlantiku v pásmu od Severní Karolíny po Texas v USA a dále na jih po Venezuelu, včetně Západní Indie. V Pacifiku se vyskytuje v pásu od Kalifornie po Ekvádor a rovněž na Galapágách a Kokosovém ostrově. Obývá tůně a toky malých až středních řek. Dospělci žijí ve sladkovodních řekách a potocích, mláďata se příležitostně vyskytují v brakických vodách. V horních tocích bývají málo početní a osamělí, ale ve větších tocích v nižších polohách tvoří hejna. V některých oblastech jsou chytány a připravovány k jídlu.